# Franz von Dreyse
Georg Franz von Dreyse (* 11. Februar 1854 in Sömmerda; † 16. Februar 1913 in Wiesbaden) war ein deutscher Verwaltungsbeamter und Landrat.

## Leben
Franz von Dreyse war ein Sohn des Kommissions- und Geheimen Kommerzienrats Franz von Dreyse und dessen Ehefrau Renate, geb. Salzmann. Nach dem Besuch der Landesschule Pforta und der abgelegten Reifeprüfung im Jahr 1875 absolvierte er bis 1878 u. a. in Leipzig ein Studium der Rechtswissenschaften. Nachdem er am 15. November 1878 die Erste Juristische Prüfung abgelegt hatte, wurde er am 7. Januar 1879 zum Gerichtsreferendar ernannt und bei der Gerichtskommission in Hettstedt (mit Vereidigung) beschäftigt. Nach der am 3. Mai 1881 erfolgten Ernennung zum Regierungsreferendar wurde er bei der Regierung Magdeburg beschäftigt. Die Große Staatsprüfung hatte er am 9. August 1884 abgelegt, worauf er ab dem 19. August 1884 als Regierungsassessor bei der Regierung Köln tätig wurde. Am 29. August 1887 wurde er mit Erlass zum kommissarischen Landrat des Landkreises Köln ernannt, dem die definitive Bestallung zum 1. Juni 1888 folgte. Zum 1. April 1902 wurde er auf eigenen Antrag mittels Allerhöchster Kabinettsorder (AKO) vom 17. Februar 1902 in den Ruhestand versetzt.

## Familie
Franz von Dreyse heiratete am 14. April 1909 in Frankfurt am Main Wilhelmine Baehr (* 2. Juni 1862 in Köln), Tochter des Pferdehändlers Joseph Baehr und dessen Ehefrau Henriette, geb. Engel.